# 고금 숭유사
고금 숭유사는 대한민국 전라남도 완도군 고금면 가교리에 있다. 2007년 2월 2일 완도군의 향토문화유산 제15호로 지정되었다.

## 특징
고금 숭유사(崇孺祠)는 매년 음력 3월 3일에  5명의 훈장님의 ‘계도(啓導)와 명덕(明德)’을 주제로 제자들과 후손들이 제사를 올리고 있다. 고금도는 완도에서 유일하게 6곳의 사당이 있으며, 그 중 숭유사는 1924년 3월에 건립되었다. 이곳에는 5명의 훈장님의 위패가 모셔져 있다.
고금면 노인회 김기오(79세, 덕암리) 회장은 "숭유사는 예전에 고금도로 유배왔던 선비들이 지역 주민들을 위해 한학을 가르쳤던 서당이다. 지난 80년 전부터 지역에 있는 제자들이 한학을 존중하고 훈장선생님의 깊은 뜻을 기르기 위해 제사를 모시고 있다."라고 말했다.